# Hypomeron

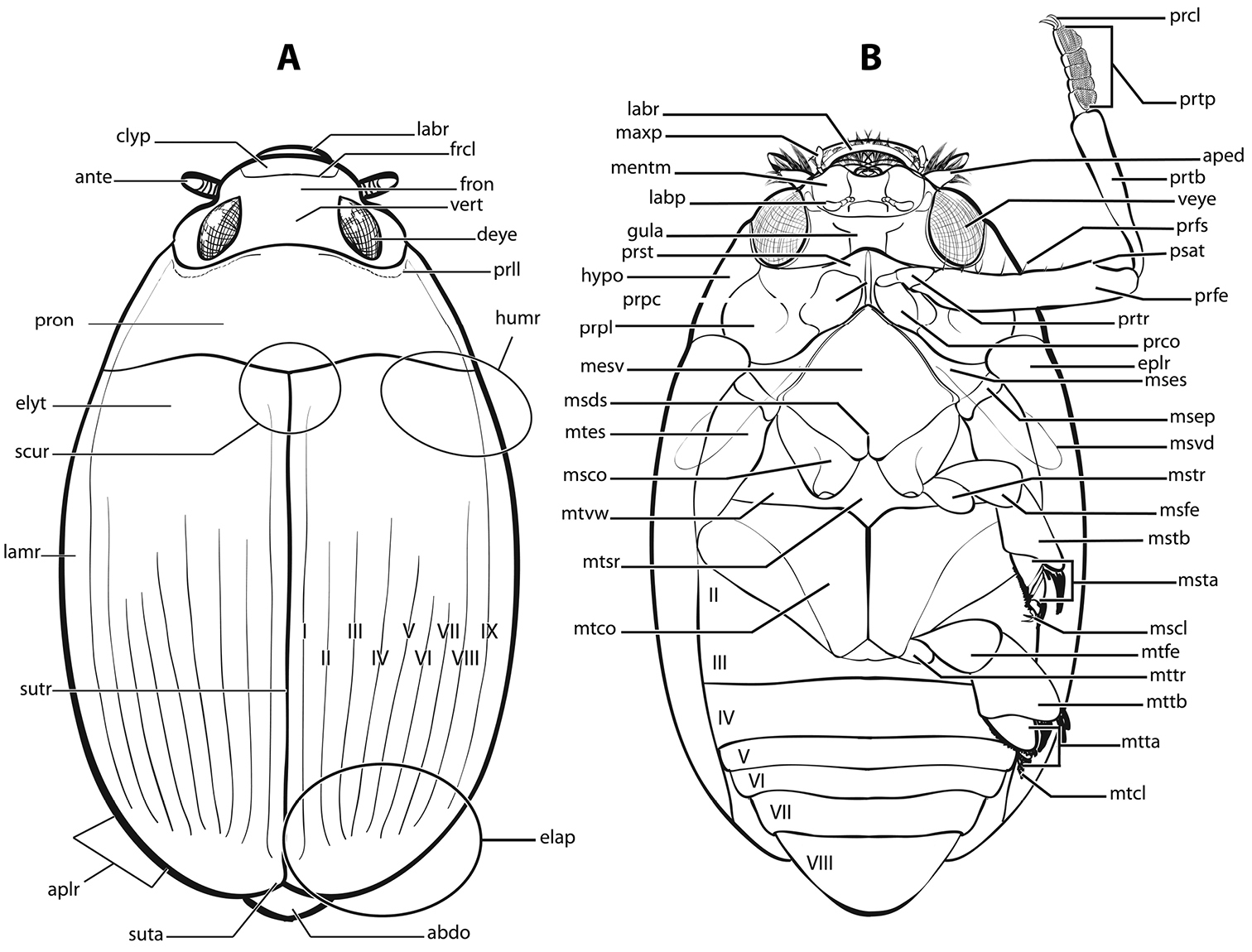
Budowa krętaka z rodzaju Dineustus. Hypomeron (epipleuron przedplecza) podpisany hypo

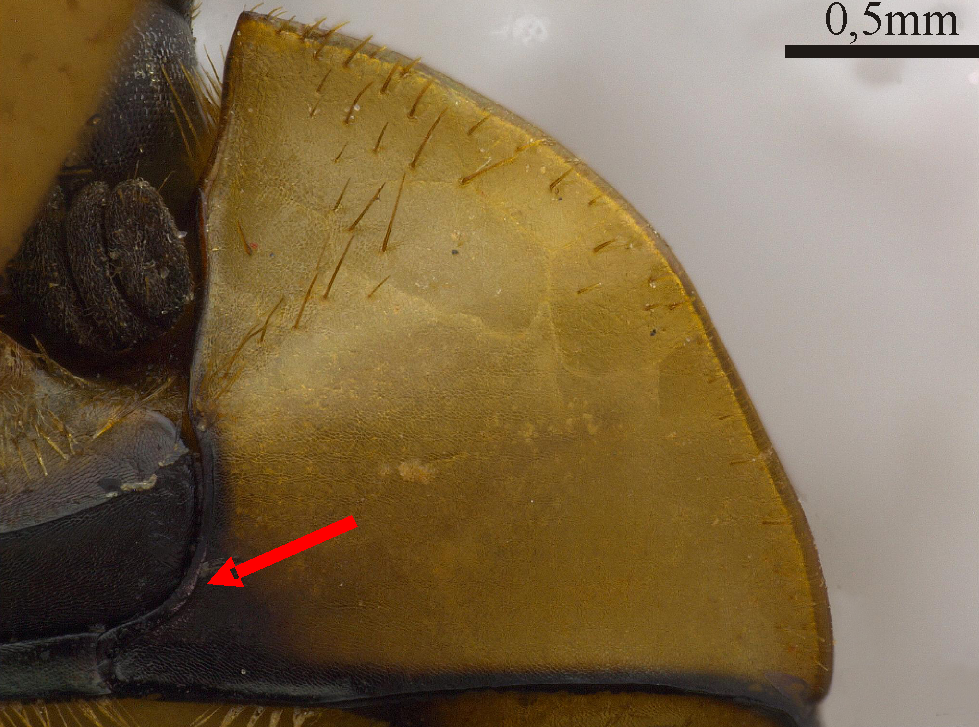
Hypomeron Scybalocanthon korasakiae z rodziny poświętnikowatych. Strzałką oznaczono kil na jego wewnętrznej krawędzi

Hypomeron (l. mn. hypomera) – podgięta na brzuszną stronę część przedplecza chrząszczy.
U podrzędów: Myxophaga, Archostemata i chrząszczy drapieżnych (Adephaga) hypomeron graniczy z pleuronem przedtułowia za pośrednictwem szwu notopleuralnego, a od wierzchniej strony przedplecza zwykle oddzielony jest wyraźną krawędzią. Określa się go w tym przypadku także mianem epipleuronu przedplecza.
W podrzędzie chrząszczy wielożernych pleuron przedtłowia jest z zewnątrz niewidoczny, a hypomeron graniczy z przedpiersiem, zwykle za pośrednictwem szwu notosternalnego. Szew notopleuralny jest natomiast zanikły. Hypomera lewe i prawe mogą w tej grupie łączyć się za biodrami przednich odnóży zamykając ich panewki, zwykle razem z wyrostkiem przedpiersia
W niektórych kluczach do oznaczania terminu przedplecze używa się tylko do wierzchniej jego strony, bez hypomeronu.